# 4546 Франк
4546 Франк (4546 Franck) — астероїд головного поясу, відкритий 2 березня 1990 року.
Тіссеранів параметр щодо Юпітера — 3,544.